# Lotta greco-romana ai Giochi della XIX Olimpiade - Pesi piuma
La competizione della categoria pesi piuma (fino a 63 kg) di lotta greco-romana dei Giochi della XIX Olimpiade si è svolta dal 23 al 26 ottobre 1968 all'Arena Insurgentes di Città del Messico.

## Formato
Ad ogni incontro venivano assegnate penalità secondo il risultato.
Con sei penalità o più il lottatore veniva eliminato.

## Risultati
| Legenda                                  | Legenda |
| ---------------------------------------- | ------- |
| Lottatore con 6 penalità o più Eliminato |         |

### 1º Turno
Si è disputato il 23 ottobre
| Vincitore            | Pen. | Risultato   | Sconfitto            | Pen. |
| -------------------- | ---- | ----------- | -------------------- | ---- |
| Jiří Švec            | 0    | Schienata   | José Luis García     | 4    |
| Nikolaos Lazarou     | 1    | Ai Punti    | Tadeusz Godyń        | 3    |
| Metin Alakoç         | 0    | Squalifica  | Adriano Morais       | 4    |
| Seyed Hossein Moareb | 0    | Schienata   | Yehya Hassanein      | 4    |
| Dimitar Galinchev    | 0    | Squalifica  | Rahal Mahassine      | 4    |
| Kim Ik-Jong          | 2,5  | = Parità =  | Sreten Damjanović    | 2,5  |
| Jim Hazewinkel       | 1    | Ai Punti    | József Rusznyák      | 3    |
| Roman Rurua          | 0    | Schienata   | Ismail Al-Karaghouli | 4    |
| Simion Popescu       | 0,5  | Superiorità | Ponciano Contreras   | 3,5  |
| Martti Laakso        | 2    | Ai Punti    | Lothar Schneider     | 2    |
| Léonard Dutz         | 0    | Schienata   | Tortillano Tumasis   | 4    |
| Hideo Fujimoto       | 0    | Esentato    |                      |      |

### 2º Turno
Si è disputato il 24 ottobre
| Vincitore            | Pen. | Risultato      | Sconfitto            | Pen. |
| -------------------- | ---- | -------------- | -------------------- | ---- |
| Hideo Fujimoto       | 0    | Schienata      | José Luis García     | 8    |
| Jiří Švec            | 4    | =Squalificati= | Nikolaos Lazarou     | 5    |
| Tadeusz Godyń        | 7    | =Squalificati= | Adriano Morais       | 8    |
| Metin Alakoç         | 1    | Ai Punti       | Seyed Hossein Moareb | 3    |
| Dimitar Galinchev    | 1    | Ai Punti       | Yehya Hassanein      | 7    |
| Kim Ik-Jong          | 2,5  | Squalifica     | Rahal Mahassine      | 8    |
| Sreten Damjanović    | 2,5  | Schienata      | József Rusznyák      | 7    |
| Roman Rurua          | 0    | Schienata      | Jim Hazewinkel       | 5    |
| Martti Laakso        | 3    | Ai Punti       | Ponciano Contreras   | 6,5  |
| Simion Popescu       | 0,5  | Schienata      | Tortillano Tumasis   | 8    |
| Lothar Schneider     | 3    | Ai Punti       | Léonard Dutz         | 3    |
| Ismail Al-Karaghouli | 4    | Esentato       |                      |      |

### 3º Turno
Si è disputato il 25 ottobre
| Vincitore         | Pen. | Risultato   | Sconfitto            | Pen. |
| ----------------- | ---- | ----------- | -------------------- | ---- |
| Hideo Fujimoto    | 1    | Ai Punti    | Jiří Švec            | 7    |
| Metin Alakoç      | 1    | Squalifica  | Nikolaos Lazarou     | 9    |
| Dimitar Galinchev | 1    | Schienata   | Seyed Hossein Moareb | 7    |
| Jim Hazewinkel    | 5,5  | Superiorità | Kim Ik-Jong          | 6    |
| Roman Rurua       | 0    | Schienata   | Sreten Damjanović    | 6,5  |
| Simion Popescu    | 2,5  | = Parità =  | Lothar Schneider     | 5    |
| Martti Laakso     | 3    | Squalifica  | Léonard Dutz         | 7    |

### 4º Turno
Si è disputato il 25 ottobre
| Vincitore         | Pen. | Risultato  | Sconfitto        | Pen. |
| ----------------- | ---- | ---------- | ---------------- | ---- |
| Hideo Fujimoto    | 3    | = Parità = | Metin Alakoç     | 3    |
| Dimitar Galinchev | 2    | Ai Punti   | Jim Hazewinkel   | 8,5  |
| Roman Rurua       | 0    | Schienata  | Lothar Schneider | 9    |
| Simion Popescu    | 3,5  | Ai Punti   | Martti Laakso    | 6    |

### 5º Turno
Si è disputato il 26 ottobre
| Vincitore      | Pen. | Risultato | Sconfitto         | Pen. |
| -------------- | ---- | --------- | ----------------- | ---- |
| Hideo Fujimoto | 4    | Ai Punti  | Dimitar Galinchev | 5    |
| Roman Rurua    | 1    | Ai Punti  | Metin Alakoç      | 6    |
| Simion Popescu | 3,5  | Esentato  |                   |      |

### 6º Turno
Si è disputato il 26 ottobre
| Vincitore      | Pen. | Risultato | Sconfitto         | Pen. |
| -------------- | ---- | --------- | ----------------- | ---- |
| Hideo Fujimoto | 5    | Ai Punti  | Simion Popescu    | 6,5  |
| Roman Rurua    | 2    | Ai Punti  | Dimitar Galinchev | 8    |

### Turno Finale
| Vincitore   | Pen. | Risultato  | Sconfitto      | Pen. |
| ----------- | ---- | ---------- | -------------- | ---- |
| Roman Rurua | 4    | = Parità = | Hideo Fujimoto | 7    |

## Classifica finale
| Pos.    | Atleta               | Nazione          |
| ------- | -------------------- | ---------------- |
| Oro     | Roman Rurua          | Unione Sovietica |
| Argento | Hideo Fujimoto       | Giappone         |
| Bronzo  | Simion Popescu       | Romania          |
| 4       | Dimitar Galinchev    | Bulgaria         |
| 5       | Metin Alakoç         | Turchia          |
| 6       | Martti Laakso        | Finlandia        |
| 7       | Jim Hazewinkel       | Stati Uniti      |
| 8       | Lothar Schneider     | Germania Est     |
| 9       | Kim Ik-Jong          | Corea del Sud    |
| 10      | Sreten Damjanović    | Jugoslavia       |
| 11      | Léonard Dutz         | Belgio           |
| 11      | Seyed Hossein Moareb | Iran             |
| 11      | Jiří Švec            | Cecoslovacchia   |
| 14      | Nikolaos Lazarou     | Grecia           |
| 15      | Ponciano Contreras   | Messico          |
| 16      | Yehya Hassanein      | Rep. Araba Unita |
| 16      | József Rusznyák      | Ungheria         |
| 16      | Tadeusz Godyń        | Polonia          |
| 19      | José Luis García     | Guatemala        |
| 19      | Rahal Mahassine      | Marocco          |
| 19      | Tortillano Tumasis   | Filippine        |
| 19      | Adriano Morais       | Portogallo       |
| 23      | Ismail Al-Karaghouli | Iraq             |